# Pachnephorus silvanae
Pachnephorus silvanae es una especie de insecto coleóptero de la familia Chrysomelidae.
Fue descrita científicamente en 1977 por Daccordi.